# Wilhelm Holmgren

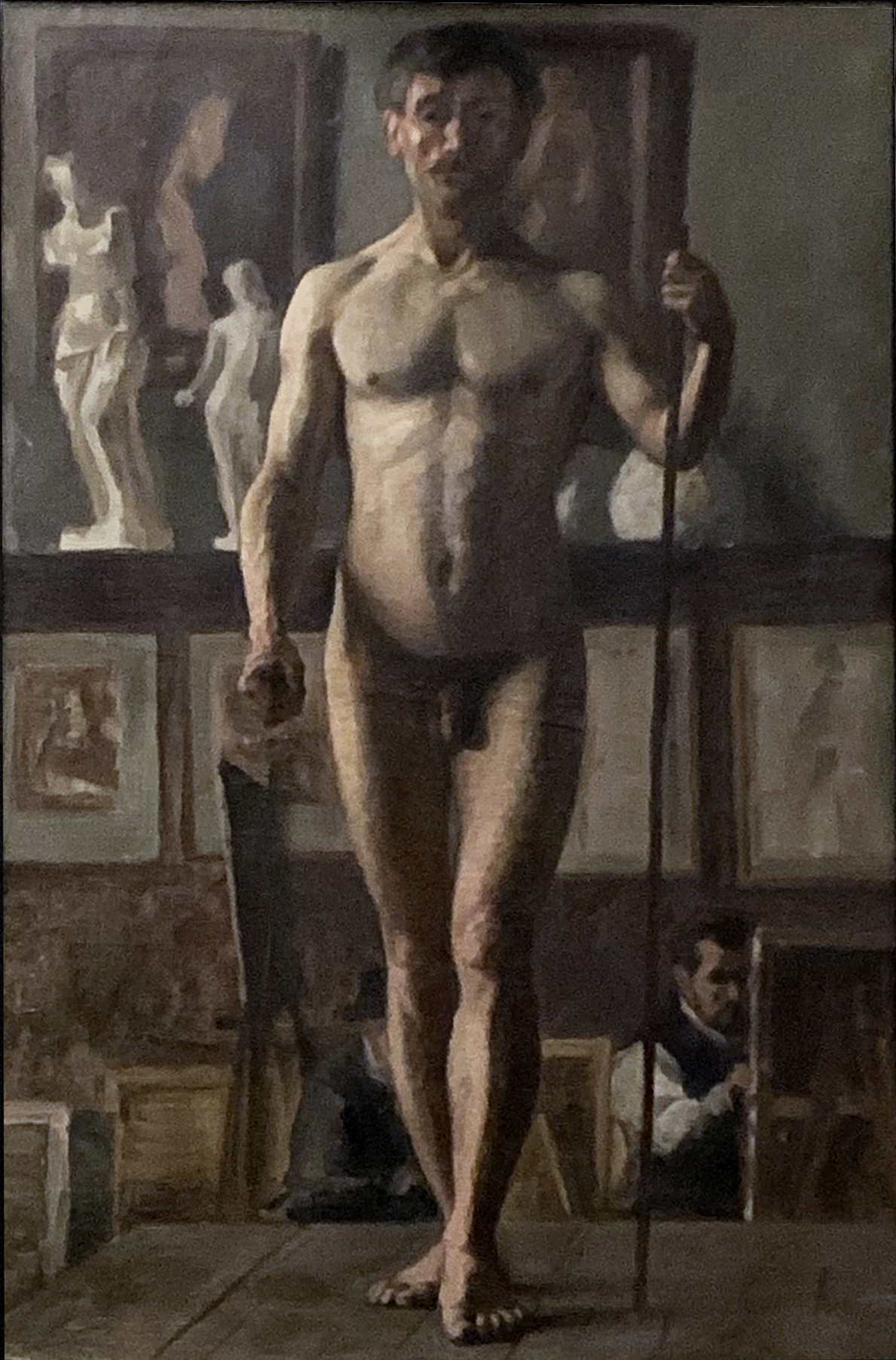
Studie av Wilhelm Holmgren, Paris 1901

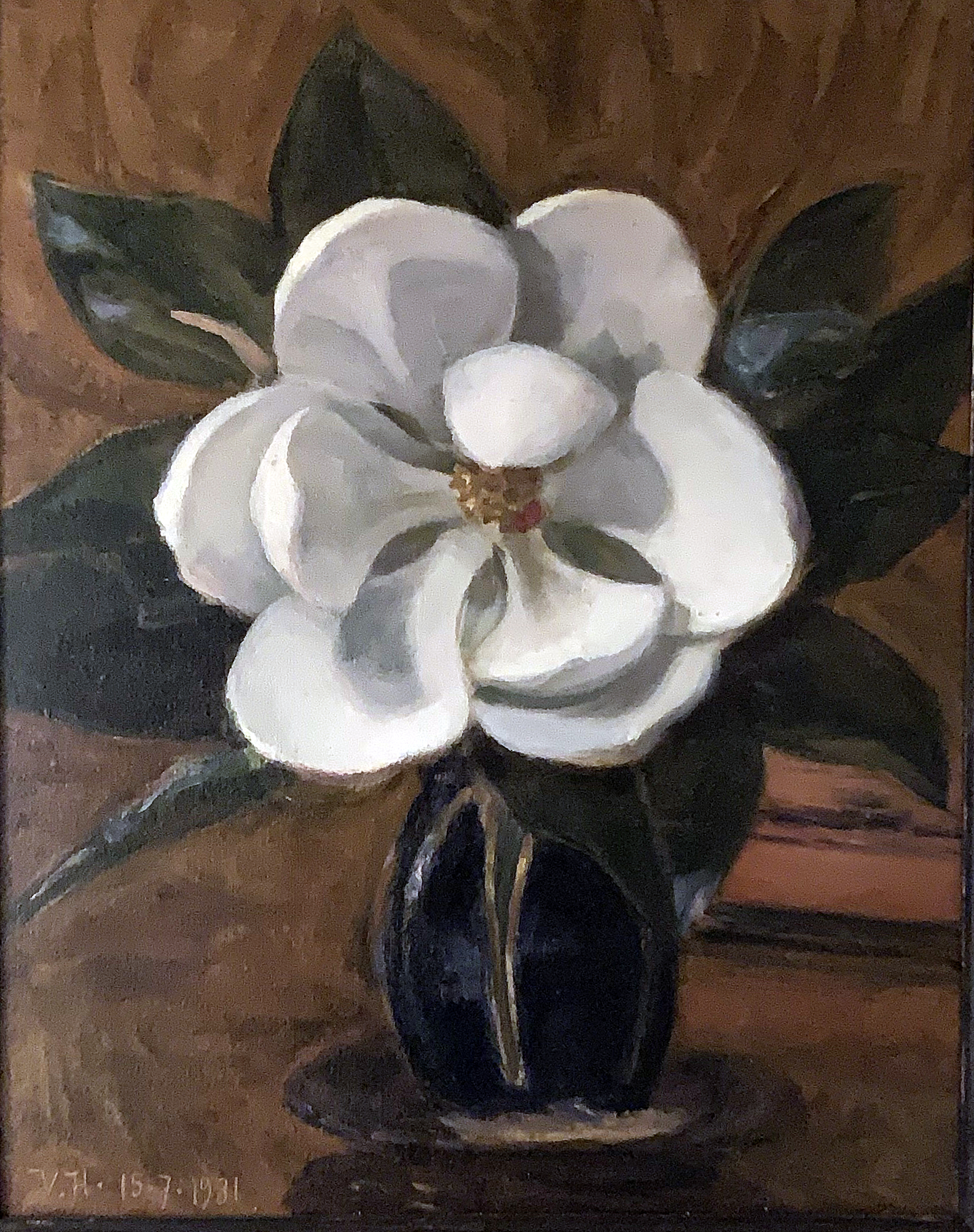
Magnolia målad av Wilhelm Holmgren 1931.

Wilhelm Fritjof Holmgren, född 2 maj 1863 i Stockholm, död 10 december 1943, var en svensk målare och dekorationsmålare.

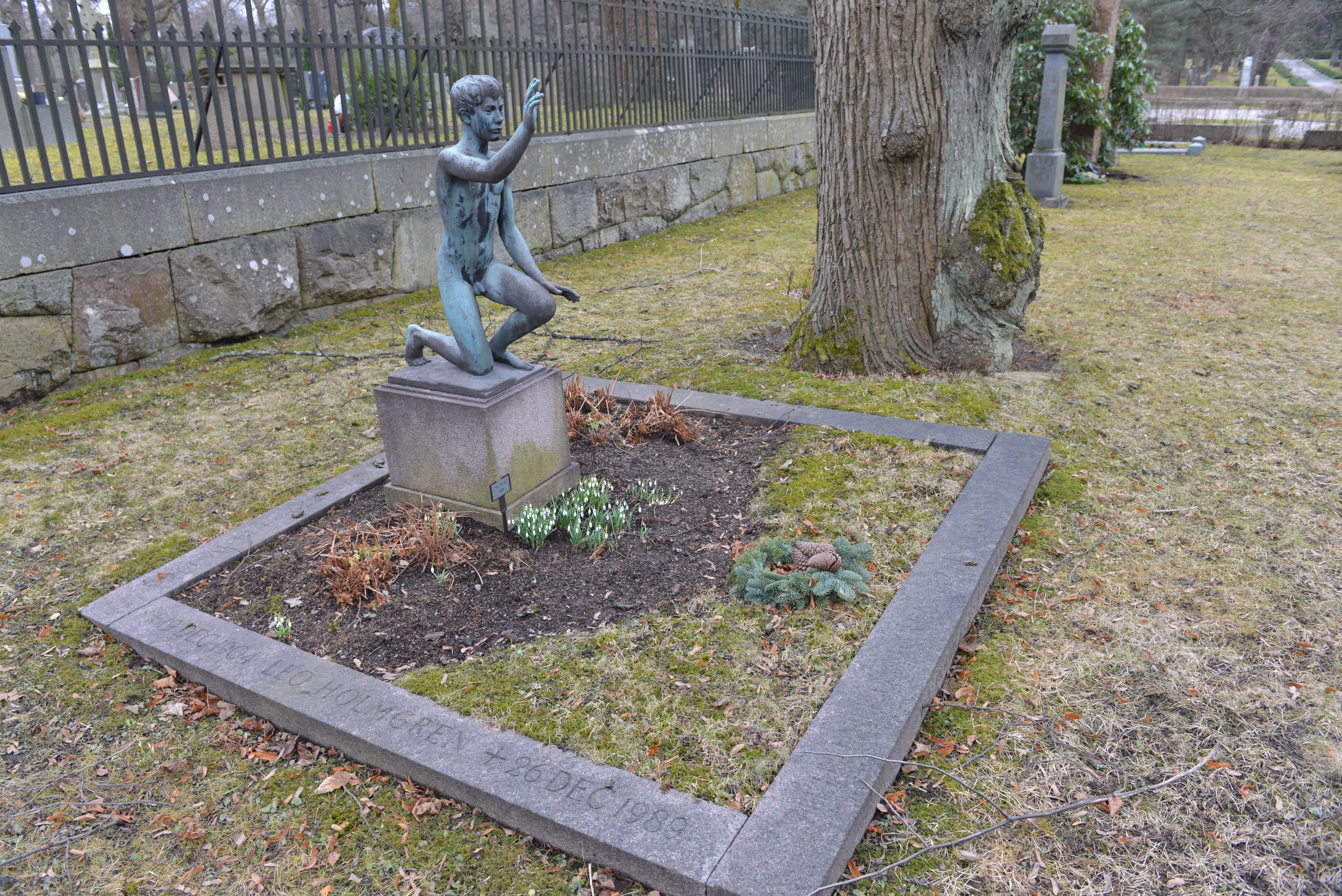
Gravvård Norra begravningsplatsen

Han var gift med Marie Jeanne Ferrand och far till Léo Holmgren. Han var sex år gammal när han blev föräldralös och ackorderades bort till en sjökaptensänka. Det var en svår och fattig tid för ett barn att växa upp i.  
Efter ett par år tog en moster sig an honom och de levde tillsammans under knappa förhållanden. Efter avslutad folkskola förklarade han att han ville bli målare. Till att börja med fick han gå som elev på Rörstrands porslinsfabrik och öva sig i att måla svart färg på överskottsporslin. Han studerade senare vid Tekniska skolan i Stockholm 1876-1880. På 1880-talet fortsatte han som målarlärling för målarmästare Hjalmar Kjellberg och utbildade sig till dekorationsmålare, där han fick ett gesällbrev 1883.  
Han reste till Paris för första gången 1889 för att dekorera den svenska paviljongen på världsutställningen. Holmgren engagerades vid restaureringen av Konseljsalen på Stockholms slott och han var en av de många konstnärer som under arkitekten Isak Gustaf Clasons ledning dekorerade ett av de allra sista privatpalatsen i Stockholm, Hallwylska palatset, som stod färdigt 1898. Han for åter till Paris 1900 och denna gång blev han kvar och fördes in på en traditionell konstutbildning i Frankrike. Han studerade för Fernand Cormon, Ferdinand Humbert och Jean-Antoine Injalbert i Paris 1902-1910 och medverkade i Parissalongen 1905 och 1906 där han fick erkännande som konstnär.  
I början av 1910-talet flyttade familjen till Sverige. Väl i Sverige hade han en stor separatutställning med ett hundratal verk hos Salong Joël i Stockholm 1912. Recensenterna strödde sina välvilliga lovord i konstspalterna. Trots dessa lovord kom denna utställning att bli hans enda större samlade framträdande för svensk publik. Han medverkade i samlingsutställningar i Lund och Stockholm och genomförde en mindre utställning i Jönköping. Under resten av sitt liv målar han utan tankar på utställningar och försäljningar. Han var under några år verksam som lärare vid Tekniska skolan i Jönköping och fick i samband med det dekorationsuppdrag i trakten däromkring. Hans konst består av blomsterstilleben, porträtt, idylliska trädgårdsbilder, interiörer, landskapsmålningar och  bilder från hans eget familjeliv.